# Sunifredo I de Cerdaña
Sunifredo I de Cerdaña (?-1032) fue vizconde de Cerdaña entre 983 y 1032, cuando falleció.
Sucedió a su padre Bernardo I de Cerdaña hacia el 983. Casó con Guisla, vizcondesa de Conflent, que le aportó sus dominios y con la que tuvo al menos un hijo, el futuro Bernardo II de Cerdaña, quien le sucedió como vizconde.